# Liste der Auslandsvertretungen des Oman

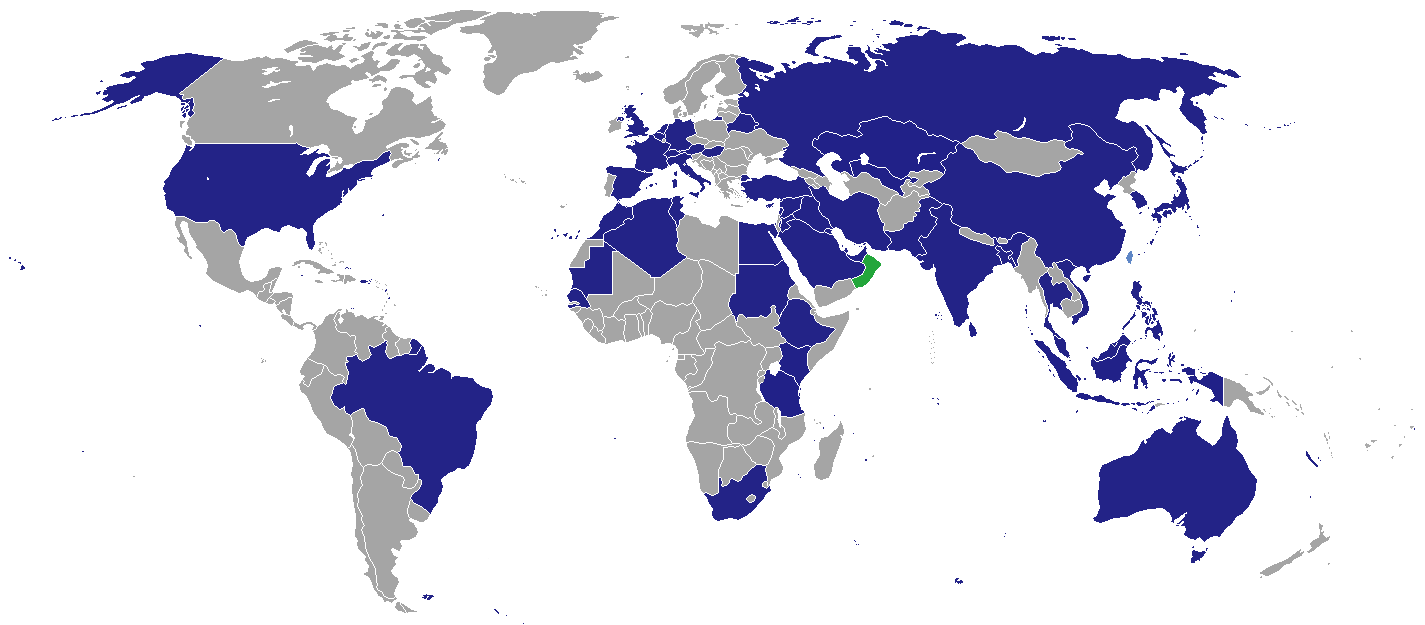
Standorte der diplomatischen Vertretungen des Oman

Dies ist eine Liste der diplomatischen und konsularischen Vertretungen des Oman.

## Diplomatische und konsularische Vertretungen

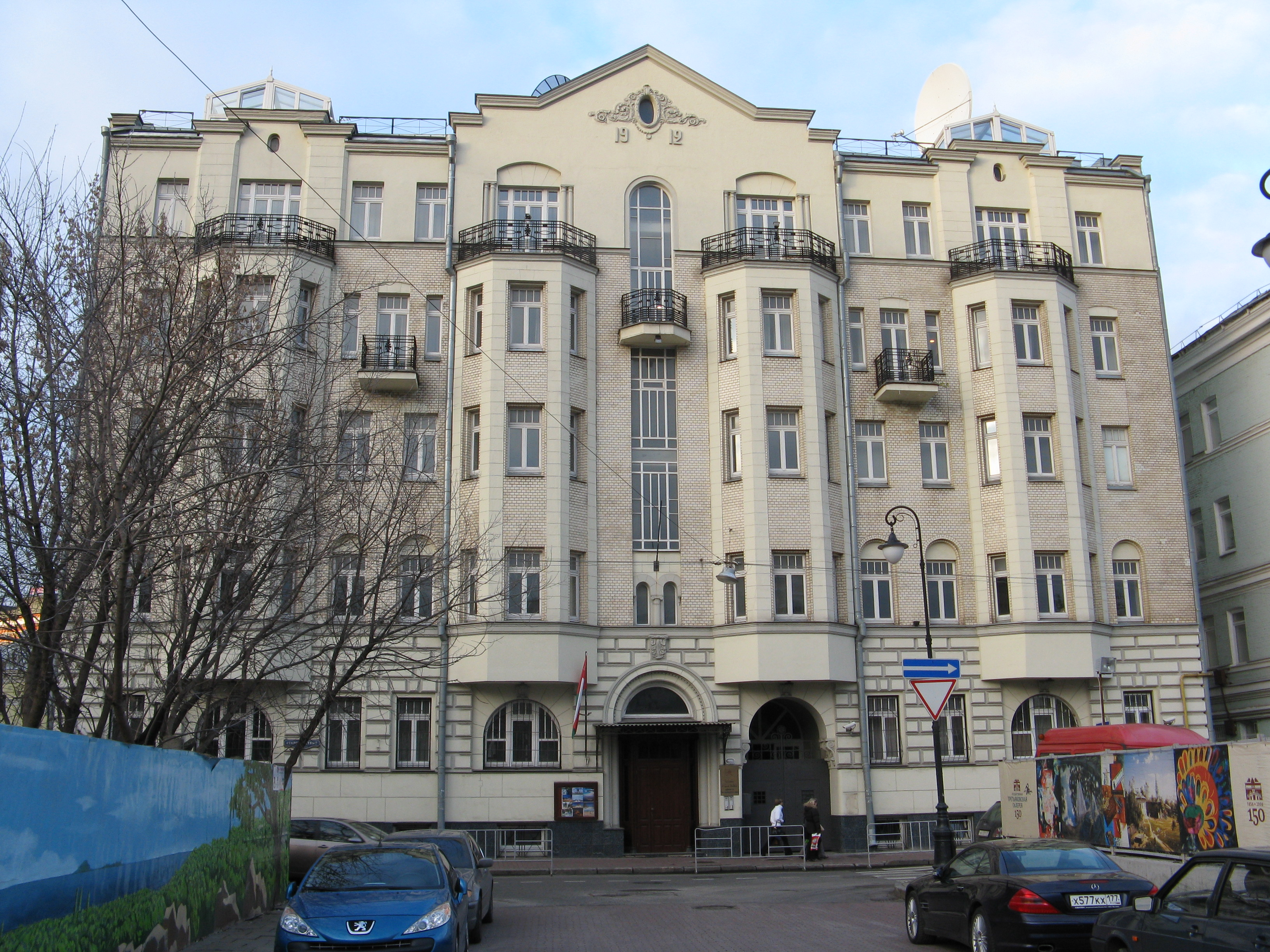
Botschaft des Oman in Moskau

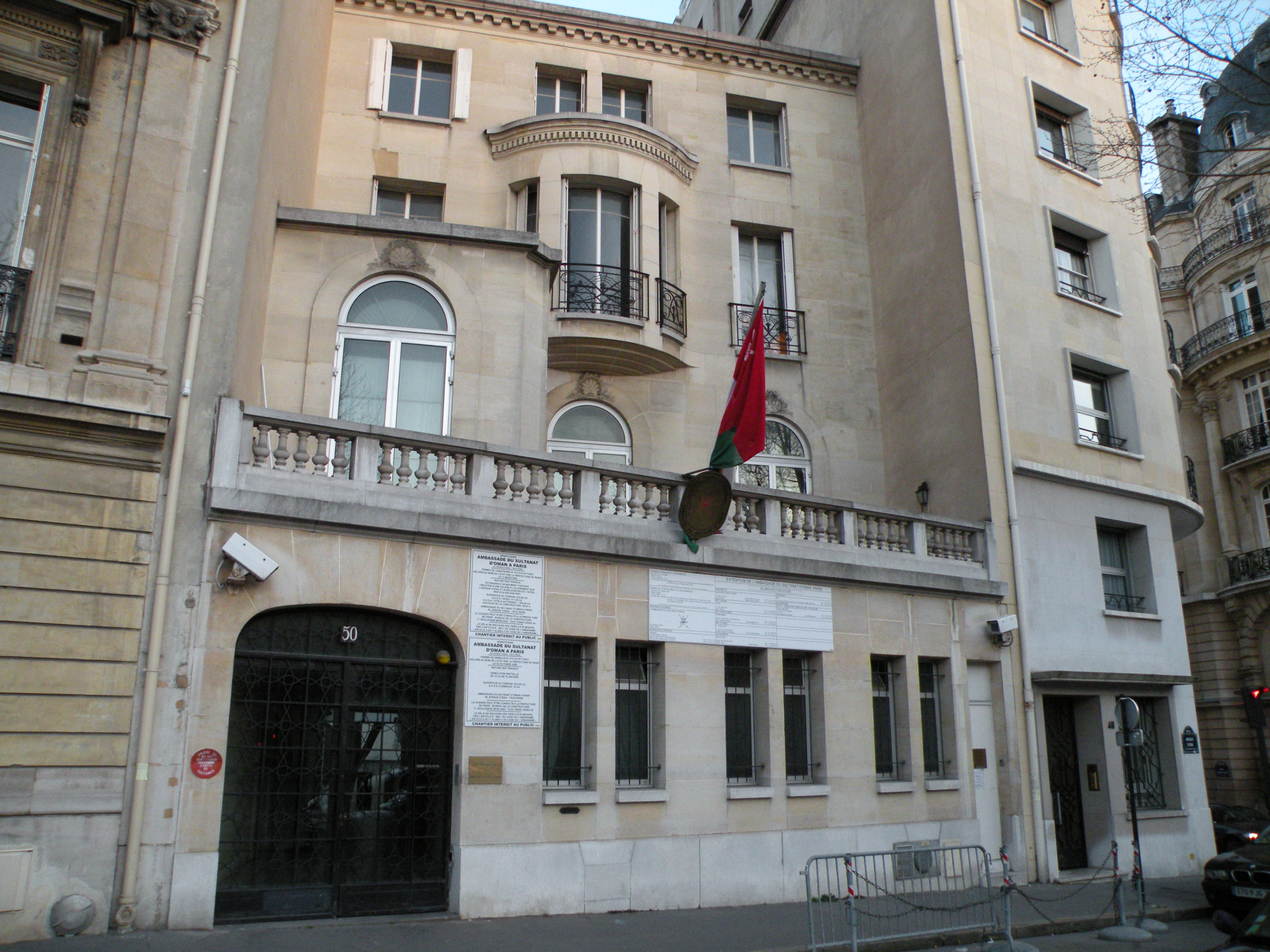
Botschaft des Oman in Paris

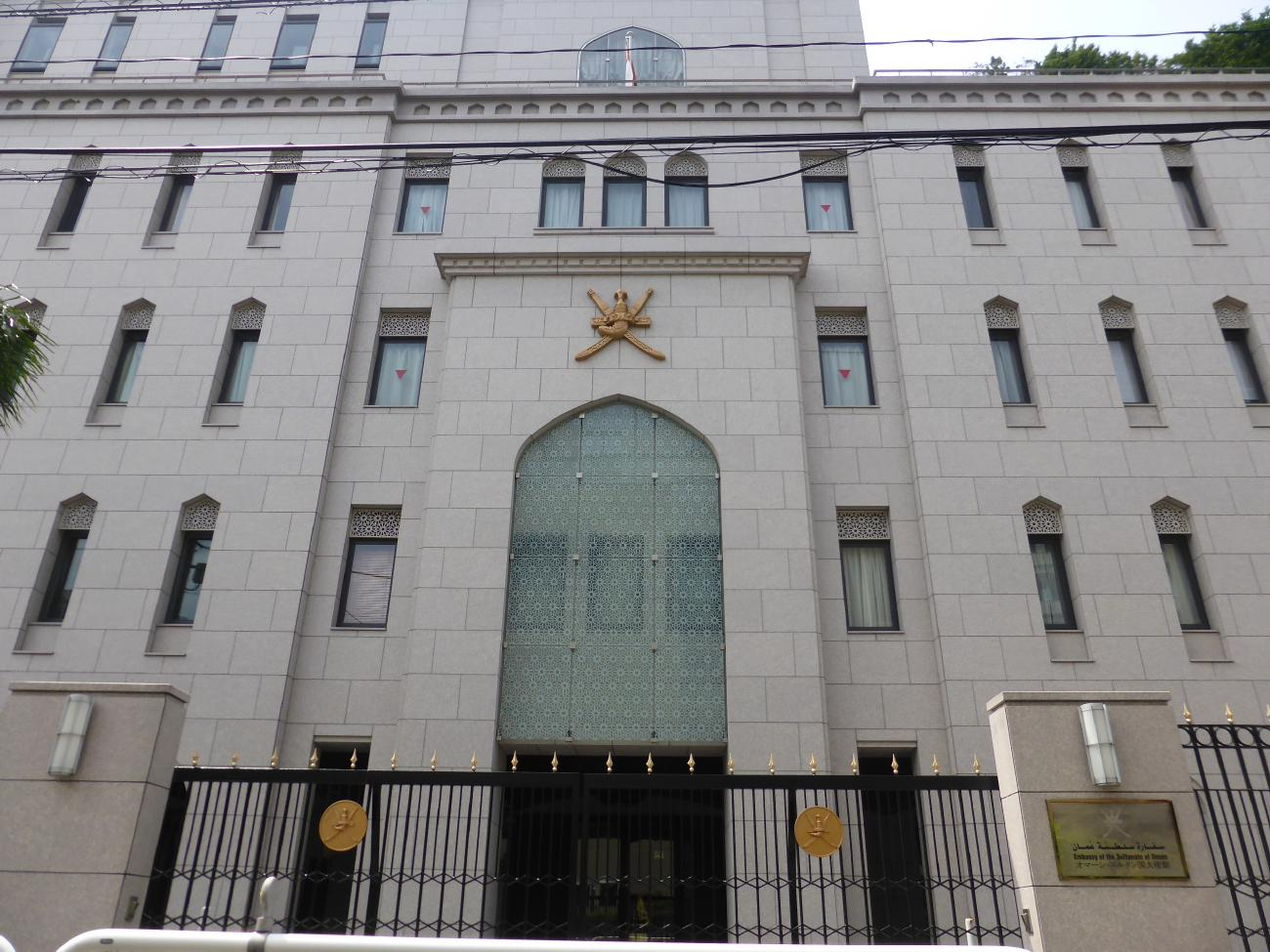
Botschaft des Oman in Tokio

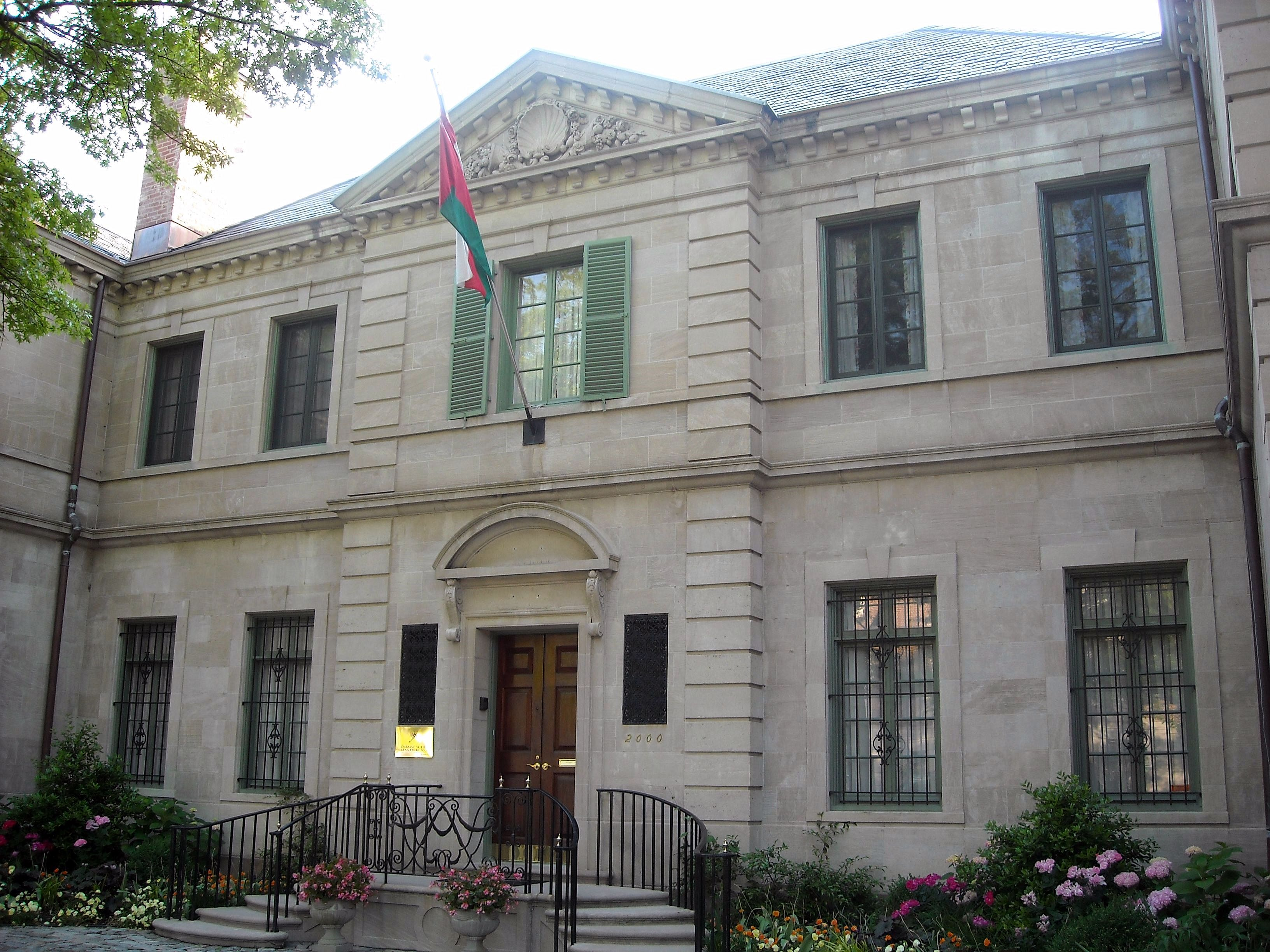
Botschaft des Oman in Washington, D.C.

### Afrika
(Quelle: )
| - Ägypten: Kairo, Botschaft - Algerien: Algier, Botschaft - Kenia: Nairobi, Botschaft - Libyen: Tripolis, Botschaft - Marokko: Rabat, Botschaft - Mauritius: Port Louis, Honorarkonsulat | - Senegal: Dakar, Botschaft - Simbabwe: Harare, Honorarkonsulat - Südafrika: Pretoria, Botschaft - Sudan: Khartum, Botschaft - Tansania: Sansibar, Botschaft - Tunesien: Tunis, Botschaft |

### Amerika
- Brasilien: Brasília, Botschaft[3]
- Vereinigte Staaten: Washington, D.C., Botschaft[4]

### Asien
(Quelle: )
| - Bahrain: Manama, Botschaft - Bangladesch: Dhaka, Botschaft - Brunei: Bandar Seri Begawan, Botschaft - Volksrepublik China: Peking, Botschaft - Indien: Neu-Delhi, Botschaft - Indien: Mumbai, Konsulat - Indonesien: Jakarta, Botschaft - Iran: Teheran, Botschaft - Japan: Tokio, Botschaft - Jemen: Sanaa, Botschaft - Jemen: Aden, Konsulat - Jordanien: Amman, Botschaft - Kasachstan: Astana, Botschaft - Katar: Doha, Botschaft - Kuwait: Kuwait, Botschaft - Libanon: Beirut, Botschaft | - Malaysia: Kuala Lumpur, Botschaft - Pakistan: Islamabad, Botschaft - Pakistan: Karatschi, Generalkonsulat - Philippinen: Manila, Botschaft - Saudi-Arabien: Riad, Botschaft - Saudi-Arabien: Dschidda, Konsulat - Syrien: Damaskus, Botschaft - Sri Lanka: Colombo, Botschaft - Südkorea: Botschaft - Syrien: Damaskus, Botschaft - Thailand: Bangkok, Botschaft - Taiwan: Taipeh, Handelsbüro - Usbekistan: Taschkent, Botschaft - Vereinigte Arabische Emirate: Abu Dhabi, Botschaft - Vietnam: Hanoi, Botschaft |

### Australien und Ozeanien
- Australien: Melbourne, Konsulat[7]

### Europa
(Quelle: )
| - Belgien: Brüssel, Botschaft - Deutschland: Berlin, Botschaft - Frankreich: Paris, Botschaft - Italien: Rom, Botschaft - Niederlande: Den Haag, Botschaft - Österreich: Wien, Botschaft | - Russland: Moskau, Botschaft - Schweiz: Bern, Botschaft - Spanien: Madrid, Botschaft - Türkei: Ankara, Botschaft - Vereinigtes Königreich: London, Botschaft - Zypern: Nikosia, Botschaft |

## Vertretungen bei internationalen Organisationen
- Vereinte Nationen: New York, Ständige Mission[4]
- Vereinte Nationen: Genf, Ständige Mission[10]
- Vereinte Nationen: Wien, Ständige Mission[11]
- UNESCO: Paris, Ständige Vertretung[8]
- FAO: Rom, Ständige Vertretung
- Arabische Liga: Kairo, Ständige Mission